# 宣汉县
宣汉县是中国四川省达州市辖县，它位于四川东北部。
建制始於東漢永元八年（96年），1914年改東鄉縣为宣汉县。位於大巴山南麓，全县面积约4271平方公里，总人口约117万。

## 行政区划
宣汉县下辖2个街道办事处、28个镇、3个乡、4个民族乡：
东乡街道、蒲江街道、君塘镇、清溪镇、普光镇、天生镇、柏树镇、芭蕉镇、南坝镇、五宝镇、峰城镇、土黄镇、华景镇、樊哙镇、新华镇、黄金镇、胡家镇、毛坝镇、大成镇、下八镇、塔河镇、茶河镇、厂溪镇、红峰镇、白马镇、桃花镇、马渡关镇、庙安镇、上峡镇、南坪镇、老君乡、黄石乡、三墩土家族乡、漆树土家族乡、龙泉土家族乡、渡口土家族乡和石铁乡。

## 特色
- 生態資源豐富：宣漢縣全縣的森林覆蓋率達百分之四十七，且轄區內擁有國家AAAA级風景名勝區與省级自然保護區百里峽、省级風景名勝區江口湖，是一個生態資源豐富、適合生態旅遊的地區。
- 礦產資源豐富：宣漢縣境內的天然氣資源蘊含量預計有15000億立方米，居中華人民共和國第二位。此外，宣漢縣尚有富鉀鹵水、煤炭等資源，蘊藏量皆極豐。
- 動植物資源豐富：宣漢縣以黃牛、油桐、茶葉等出產著名，此外，宣漢县出產的「桃花米」，自唐朝即被列為貢米，現仍為中國知名的稻米品種。宣汉牛肉为中国地理标志产品。
- 漆碑茶：中国地理标志产品。2002年，宣汉县被省农业厅授予“优质茶叶生产基地县”称号，漆碑乡获“省级茶叶标准化种植示范乡”称号。